# Leunos
Los Leunos (en latín: Leuni) eran una tribu celta que habitaba en la provincia romana de Gallaecia. Era una tribu galaica, teniendo como territorios lo que actualmente es el norte de Portugal, entre los ríos Lima y Miño. 
Su nombre pódría proceder del Indo-européo *leuks-no que significa literalmente brillante, resplandeciente. (cfr. Latín luna < *leuks-na y antiguo Prusiano lauxnos 'estrellas <*leuks-nos).
Fueron uno de los pueblos contra los que tuvieron que luchar los romanos para someter a Hispania.